# Offensive Smara-Tifariti
Pour les articles homonymes, voir Bataille de Smara.
Guerre du Sahara occidental
Batailles
L'offensive entre Smara et Tifariti a eu lieu du 27 octobre au 2 novembre 1983 pendant la guerre du Sahara occidental près de Smara. Les forces armées royales (FAR) lancent une offensive contre le Front Polisario.

## Contexte
Après les attaques de Lemseyed et Smara, le Maroc cesse sa posture défensive et lance une attaque de l'autre côté du mur.
Selon le Polisario, le Maroc engage 4 régiments, soit selon les indépendantistes 18 000 hommes, appuyés par des chasseurs Northrop F-5 et Mirage F1, des hélicoptères, des chars et de l'artillerie lourde. Rabat qualifie l'offensive d'« opération de routine ».

## Déroulement
La région entre Smara et Tifariti est ratissée par les soldats marocains. Avec un appui aérien, l'armée marocaine détruit un camp du Polisario avant de se retirer.

## Pertes et conséquences
L'attaque a peu de conséquences militaires mais remonte le moral des forces armées marocaines.